# 국립강릉원주대학교치과병원
국립강릉원주대학교치과병원(國立江陵原州大學校齒科病院, Gangneung–Wonju National University Dental Hospital)은 대한민국 강원특별자치도 강릉시의 치과대학 수련과 치과 의료 서비스 제공을 위해 1997년 설립된 대학치과병원이다.
교육부 산하 기타공공기관으로, 강릉원주대학교에서 설치·운영하고 있다.

## 역사
1992년, 마지막 대한민국의 치과대학이 강릉대학교에 설치되었다. 대학병원을 설립해야 함에도 의과대학 설립 없이 치과대학만 설치하는 유례를 찾을 수 없는 구조이기 때문에 대학병원 설립이 불가하였다. 이에 따라 특별법이라고 할 수 있는 「국립대학치과병원 설치법」 신설로 설치되었다. 따라서, 기존의 국립대학 병원과 다르게, 최초로 「국립대학치과병원 설치법」에 의거한 대학부속병원 형태를 거치지 않고 독립법인으로 설립되었다.
이에 따라 1997년 11월 21일, 강릉대학교치과병원이 설립되었고, 이듬해 2월 23일 개원하였다. 2004년 수련치과병원으로 지정되었고, 2009년 학교 통합에 따른 교명변경에 따라 국립강릉원주대학교치과병원으로 명칭을 변경하고 현재에 이르고 있다.

## 진료과목
- 구강내과
- 영상치의학과
- 구강병리과
- 구강악안면외과
- 치주과
- 치과교정과
- 치과보철과
- 치과보존과
- 소아치과
- 예방치과